# Cardamine lilacina
Cardamine lilacina är en korsblommig växtart som beskrevs av William Jackson Hooker. Cardamine lilacina ingår i släktet bräsmor, och familjen korsblommiga växter. Inga underarter finns listade i Catalogue of Life.